# Châtillon-sur-Marne
Châtillon-sur-Marne – miejscowość i gmina we Francji, w regionie Grand Est, w departamencie Marna. Jej burmistrzem jest od 2008 r. Jacques Morange.
Według danych na rok 2006 gminę zamieszkiwały 703 osoby, a gęstość zaludnienia wynosiła 48 osób/km².

## Osoby związane z miastem
Miejsce urodzenia papieża Urbana II.